# Stutterheim
Stutterheim – miasto, zamieszkane przez 24 673 ludzi (2011), w Republice Południowej Afryki, w Prowincji Przylądkowej Wschodniej.